# Banu Sulaym
De Banu Sulaym waren een Arabische stam afkomstig uit de Hidjaz en Nadjd regio's (Saoedi-Arabië). In navolging van de Banu Hilal, migreerden zij vanaf de 11e eeuw naar Noord-Afrika. Zij waren verantwoordelijk voor de introductie van nomadisme in Libië en de ingangzetting van het arabiseringsproces daar. Sneller dan andere regio's in noordelijk Afrika, zou Libië haar eeuwenoude Berberse identiteit kwijtraken.
De stam was onderverdeeld in vier sub-groepen: de Banu Hebib, de 'Awf, de Debbab en de Zegb. De Hebib vestigde zich in Cyrenaica, terwijl de overige groepen verder trokken naar Tripolitanië. Met hun komst onderging Libië een periode van chaos en stammenconflicten. Uiteindelijk greep de Debbab de macht in Tripolitanië.